# Автозаводский район (Нижний Новгород)
Автозаво́дский район (сокращённо — Автозаво́д) — один из восьми внутригородских районов в составе Нижнего Новгорода. Располагается в Заречной части города, занимая южную её часть.
Население — 291 520 чел. (2023). Является самым большим по численности населения районом Нижнего Новгорода.
Возник на месте деревни Монастырка, в связи со строительством Горьковского автомобильного завода.

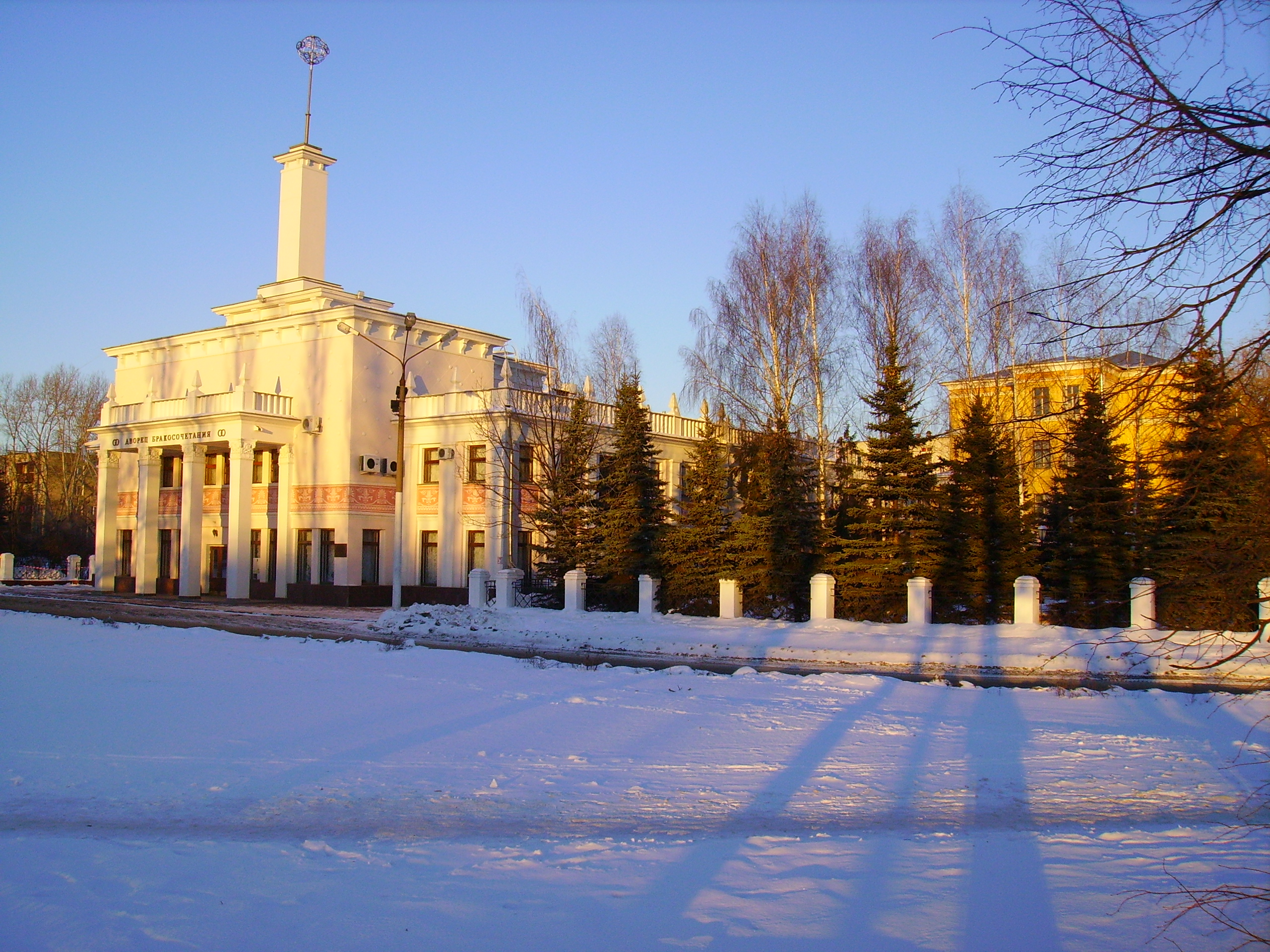
Дворец бракосочетания (бывшая станция Счастливая Горьковской детской железной дороги)

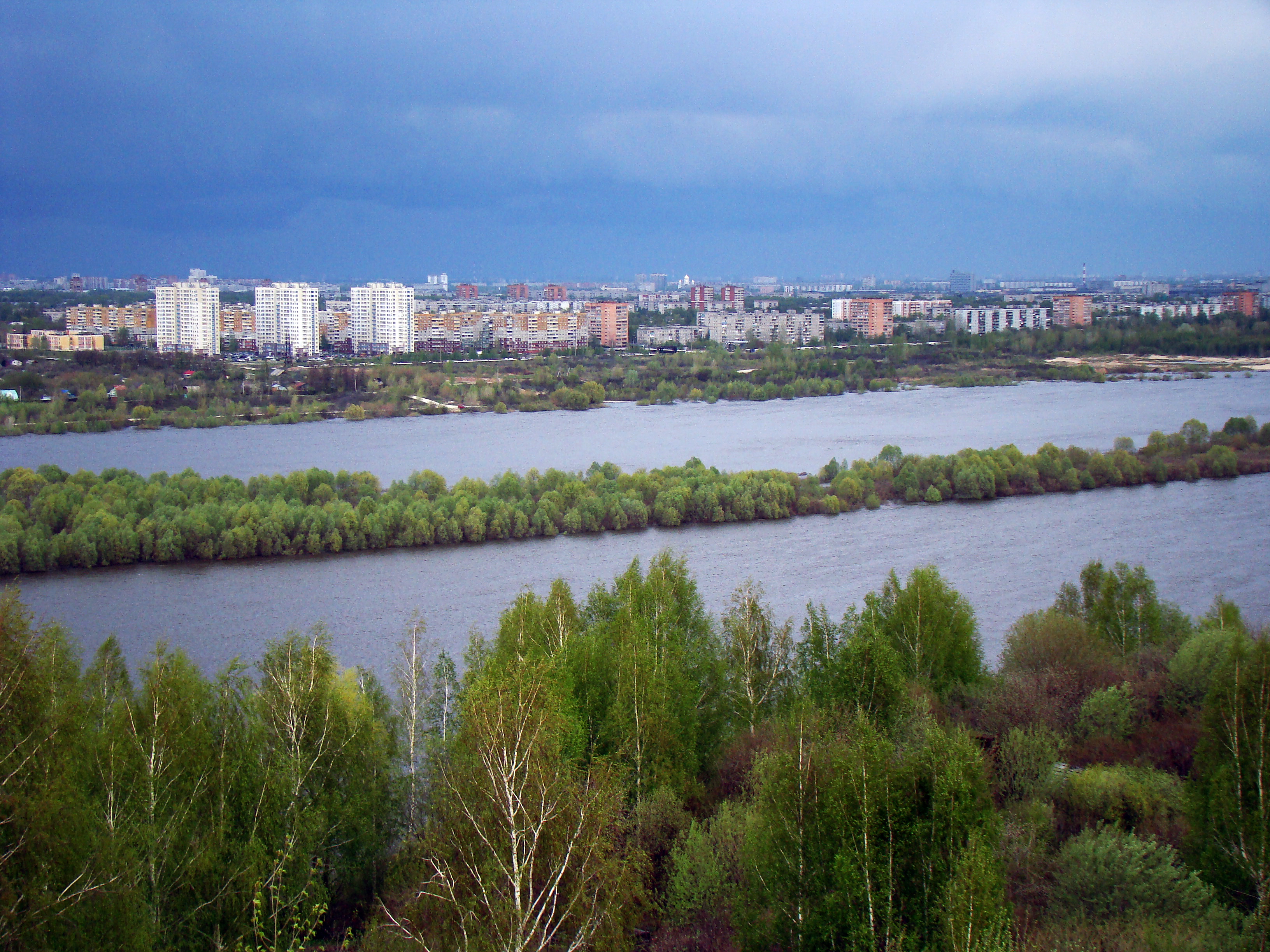
Вид на Автозаводский район с противоположного берега Оки, от деревни Новинки. 2012 г.

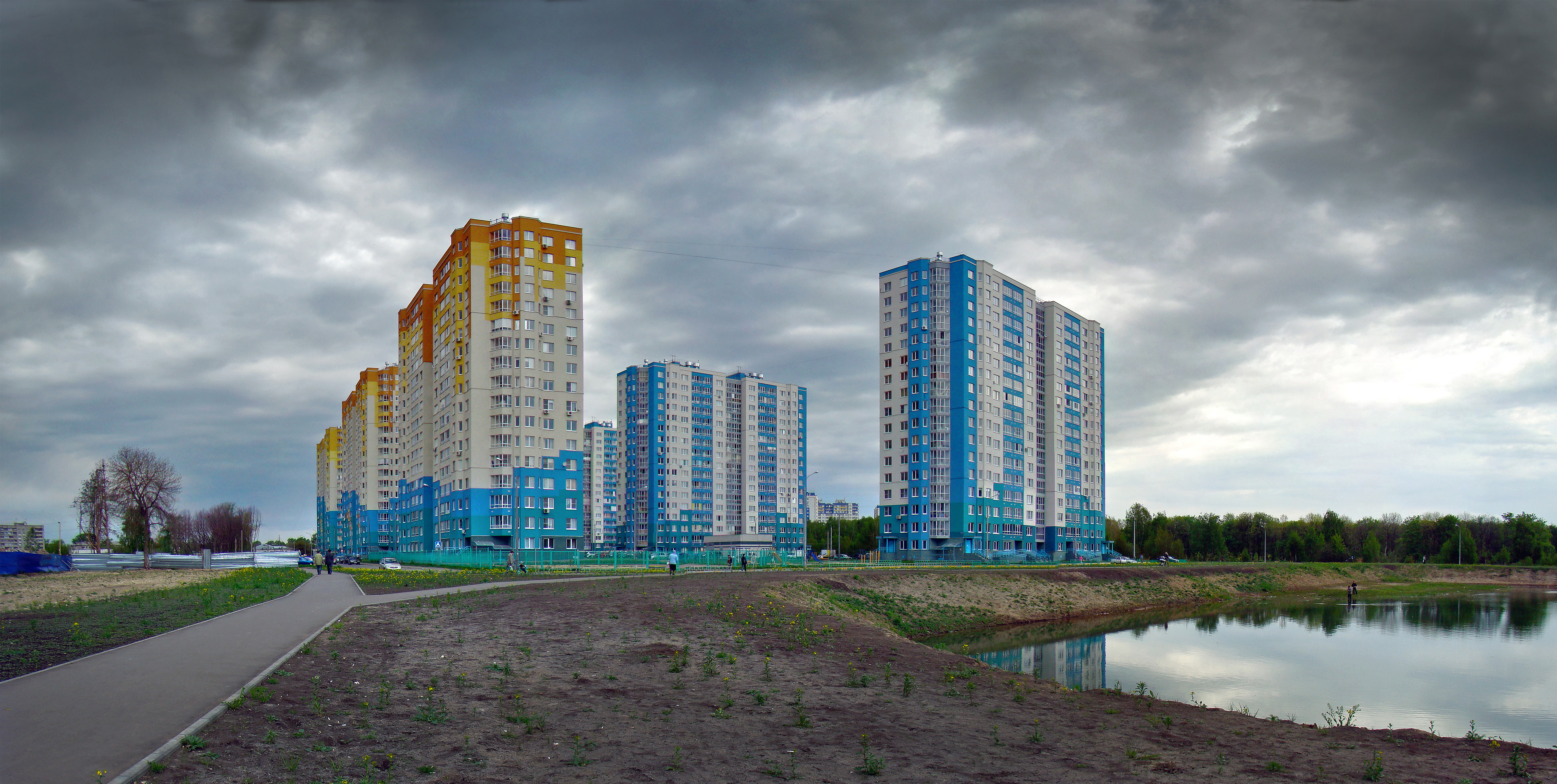
Вид на жилкомплекс «Водный мир»

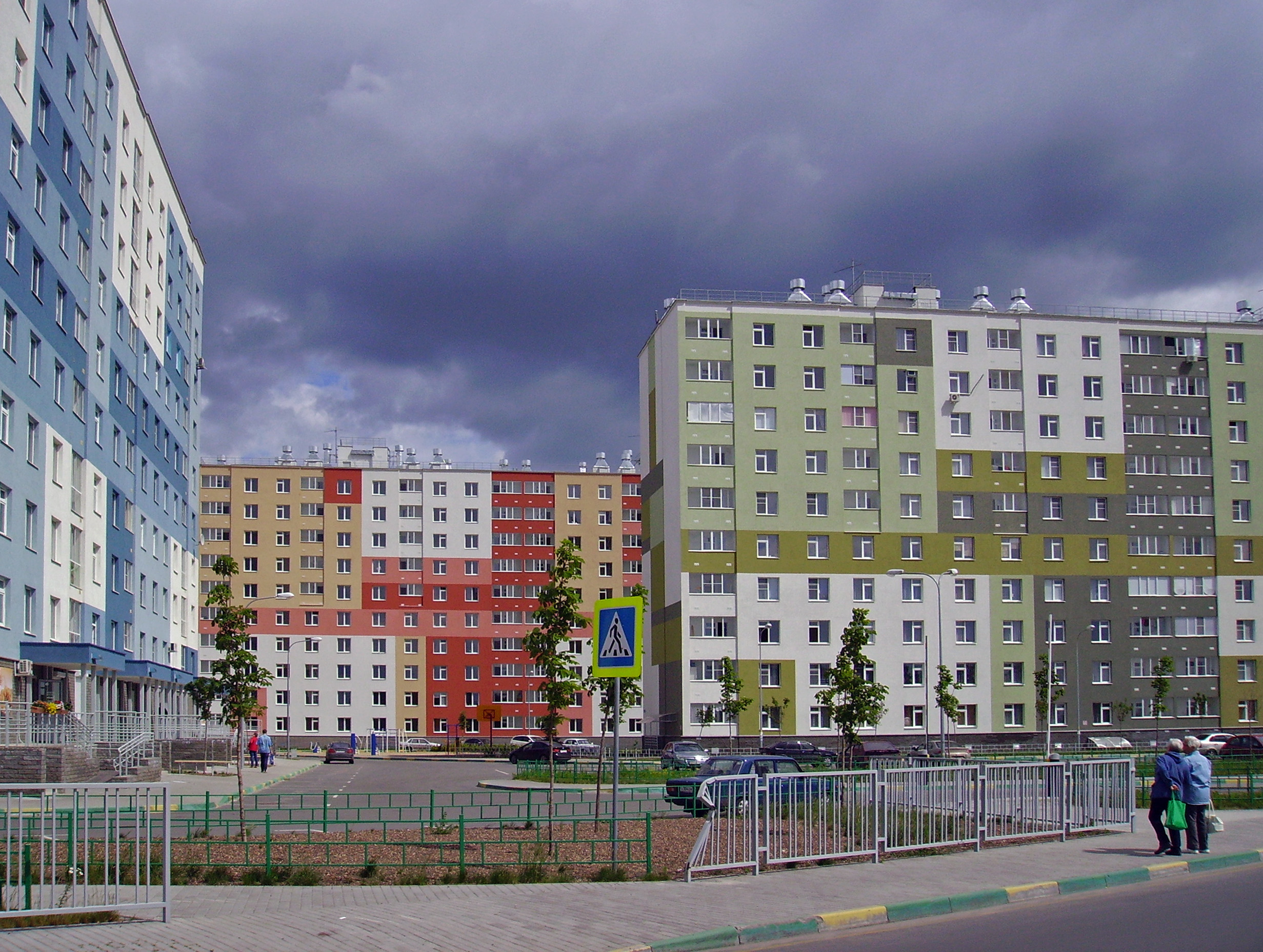
Застройка микрорайона Юг в Автозаводском районе

## История
В марте 1929 года принято решение ВСНХ СССР о строительстве крупнейшего в Европе автомобильного завода. 2 мая 1930 года под Нижним Новгородом был заложен первый камень в фундамент автогиганта, построенного за рекордный срок в 18 месяцев.
1 января 1932 г. автозавод вступил в строй, а 29 января 1932 г. с конвейера сошёл первый грузовик — ГАЗ-АА. К тому времени на территории района проживало около 30 тысяч человек. Вблизи заводских корпусов, на заболоченной окраине деревни Монастырки 2 февраля 1932 г. открыли школу для детей рабочих и крестьян, в массовом порядке приехавших со своими семьями на строительство автомобильного гиганта.
Учитывая значительное территориальное удаление от остальных районов Нижнего, было принято решение о выделении территории автозавода с находящимися в его районе заселёнными участками в четвёртый район Нижнего Новгорода. Район был образован из земель Канавинского района Нижнего Новгорода и Дзержинского района Нижегородского края. Первоначально район состоял из рабочего города автозавода с относящимися к нему посёлками Американский, Восточный, Северный, Западный и селениями Карповка, Монастырка, Малышево. Занимаемая им площадь к началу 2-й пятилетки составляла 27.7 км². В 1934 году территория увеличивается за счёт включения в черту г. Горького селений Гнилицы, Стригино, Нагулино, а немного позднее — посёлка Новое Доскино.
В 1931 году были заселены первые пять жилых домов Соцгорода, началось строительство хлебозавода, фабрики-кухни, школы, прачечной, бани, клуба, столовой. Наряду со строительством жилья и объектов соцкультбыта проявляется забота о здоровье людей, организовывается квалифицированная медицинская помощь жителям района. Так, в 1933 году больница N 1 получает самостоятельное здание на проспекте Ильича и становится многопрофильной. В этом же году переезжает в новое здание центральная районная поликлиника.

## Население
| 1970     | 1979     | 1989     | 2002     | 2009     | 2010     | 2012     |
| -------- | -------- | -------- | -------- | -------- | -------- | -------- |
| 255 119  | ↗298 117 | ↗340 378 | ↘314 494 | ↘307 056 | ↘303 054 | ↘301 634 |
| 2013     | 2014     | 2015     | 2016     | 2017     | 2018     | 2019     |
| ↘301 069 | ↘300 647 | ↗300 737 | ↘300 436 | ↘299 790 | ↘298 698 | ↘296 890 |
| 2020     | 2021     | 2023     |          |          |          |          |
| ↘296 500 | ↘294 591 | ↘291 520 |          |          |          |          |

## Микрорайоны и посёлки в составе Автозаводского района
- 35 квартал,
- 67 квартал,
- 43 квартал,
- 44 квартал,
- 52 квартал,
- 6-й микрорайон,
- микрорайон Вороши́ловский,
- микрорайон Мончегорский,
- микрорайон Водный Мир,
- микрорайон Аэродромный,
- микрорайон Северный,
- микрорайон Соцгород I,
- микрорайон Соцгород II,
- микрорайон Юг,
- микрорайон Юго-Западный,
- посёлок Гнили́цы,
- посёлок Стри́гино,
- посёлок Нагу́лино,
- посёлок Новое До́скино,
- посёлок совхоза «До́скино»,
- посёлок Парижской коммуны,
- посёлок станции Петря́евка,
- посёлок Народная Стройка

## Экономика

### Предприятия
- ОАО «Горьковский автомобильный завод» (Группа ГАЗ) — проспект Ленина, 88.
- Завод мостов грузовых автомобилей ОАО «ГАЗ» — ул. Монастырка, 17.
- Завод автокомпонентов ОАО «ГАЗ»— ул. Монастырка, 17а.
- Завод коробок скоростей завода трансмиссий и моторов ОАО «ГАЗ» — проспект Ленина, 88 (сам завод находится на территории Ленинского района Нижнего Новгорода на ул. Новикова-Прибоя, 18).
- Автозаводская ТЭЦ (входит в группу компаний «Волгаэнерго», которая находится под управлением крупнейшей независимой энергетической компании «ЕвроСибЭнерго»[18].) — проспект Ленина, 88.
- Завод железобетонных конструкций (ЗЖБК) — ул. Монастырка, 13.
- ООО «Волга Керамик» — проспект Бусыгина, 1.
- ООО «ПТК „Автозаводстрой“» — ул. Ватутина, 11.
- ООО «Нижегородский завод „Старт“» (производство запорной арматуры для промышленных трубопроводов) — ул. Лесная, 5.
- ОАО «Колос-3» (хлебозавод) — проспект Кирова, 1.

### Транспорт

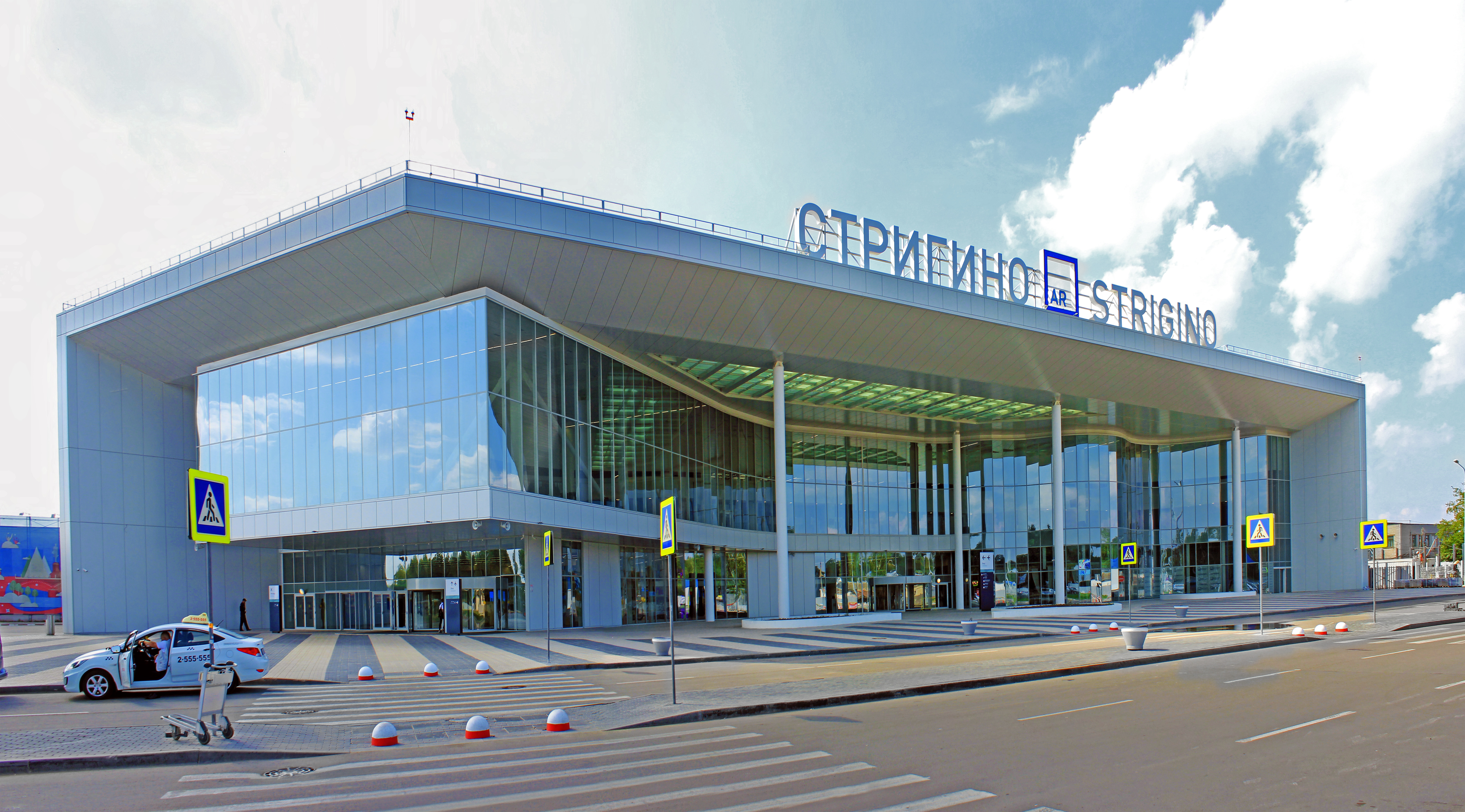
Международный аэропорт «Стригино»

- Авиационный транспорт. На территории Автозаводского района в посёлке Стри́гино расположен одноимённый международный аэропорт . Из Нижнего Новгорода осуществляются регулярные и чартерные авиарейсы в Москву, Санкт-Петербург, Екатеринбург, Адлер, Анапу, Пензу, Казань, Самару, Ижевск, Минеральные Воды, Уфу, Франкфурт-на-Майне, Бангкок, Даболим, Ереван, Баку, Анталию, Барселону, Ташкент, Душанбе и другие города России и мира. Новый международный терминал аэропорта построен к чемпионату мира по футболу, который прошёл в России в 2018 году. Строительство международного терминала началось в июле 2014 года, с 4 марта 2016 года — введён в эксплуатацию в тестовом режиме. Терминал обслуживает все внутренние перелёты. Приём международных рейсов запланирован на второй квартал 2016 года[19].

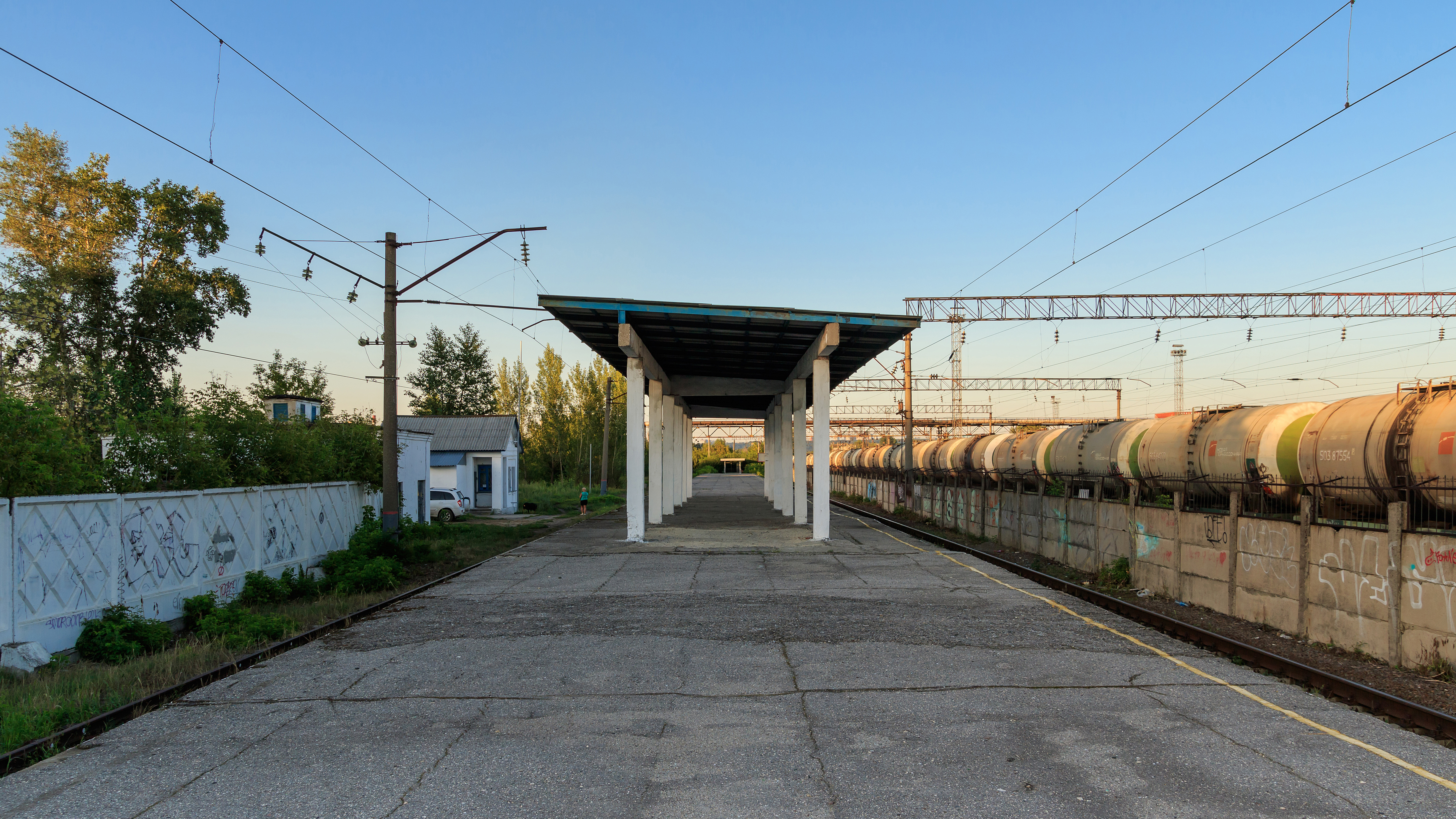
Железнодорожная станция «Кустовая»

- Железнодорожная станция «Кустовая»Городская электричка. Входит в структуру ГЖД. По территории Автозаводского района проходит Приокская линия. Также на территории района расположены станции, не входящие в систему городской электрички. На данной магистрали в Новом До́скине расположена станция «Доскино». Также по территории Автозаводского района проходит железнодорожная ветка в направлении городов Арзамаса, Саранска, проложенная через станцию Петряевка и по Сартаковскому железнодорожному мосту через реку Оку. Отдельная ветка проложена в центр района от станции Доскино до станции Горький — Автозавод (на ветке расположены станции Орловка, Садовая, Счастливая, Кустовая, грузовая станция Горький-Автозавод). От станции Кустовая отправляются поезда Арзамасского направления до станций Суроватиха и Шониха. Ранее осуществлялось сообщение до станции Доскино.
- Автобусный транспорт На маршрутах Автозаводского района используются автобусы (ЛиАЗ и МАЗ) и маршрутные такси (ПАЗ). Городской автобусный транспорт связывает Автозаводский район со всеми районами Нижнего Новгорода, аэропортом Нижний Новгород (автобусные маршруты № 11, № 20 и № 56), а также с удалёнными частями Нижнего Новгорода — пос. Нагулино (автобусный маршрут № 31, маршрутное такси № 75), пос. сельхозпредприятия «До́скино» (маршрут № 54). Автобусный маршрут № 315 (Станция метро «Автозаводская» — Ивановка) не только связывает центр района с удалённой его частью — посёлком Новое Доскино, но и проходит по территории посёлка Горбатовка, находящегося на территории города Дзержинска. Микрорайон Соцгород II и посёлок Гавриловка (относящийся к городу Дзержинску) соединяет маршрутное такси № 301. Кроме того, до города Дзержинска следуют пригородный автобус № 202, маршрутное такси № 307 (от станции метро Автозаводская), пригородный автобус № 103 и маршрутное такси № 308 (от посёлка Нагулино), до города Богородска от дворца культуры ГАЗ — автобусный маршрут № 232.

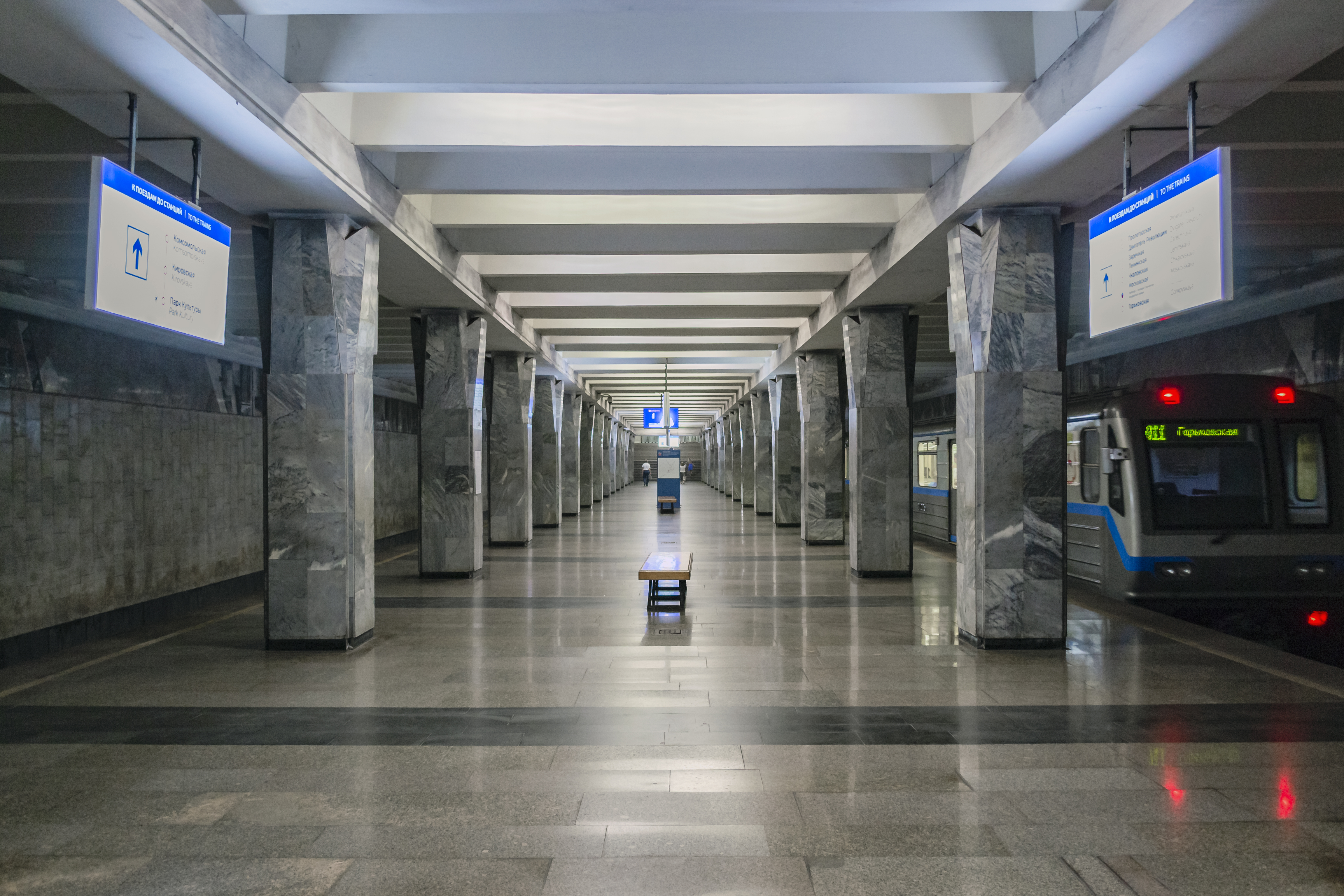
Станция метро «Автозаводская».

- Станция метро «Автозаводская».Метрополитен. На территории района находятся 4 станции Автозаводской линии Нижегородского метрополитена: «Автозаводская» (на проспекте Ленина, у Северной проходной Горьковского автозавода), «Комсомольская» (на проспекте Ленина, у Комсомольской проходной Горьковского автозавода), «Кировская» (на пересечении проспектов Кирова и Ленина, у Главной проходной Горьковского автозавода), «Парк культуры» (в начале проспекта Молодёжного, с выходом на площадь Ивана Киселёва). В долгосрочных планах развития Нижегородского метрополитена — продление линии через микрорайон Мончегорский, до Южного шоссе с последующим строительством второго метромоста через Оку.

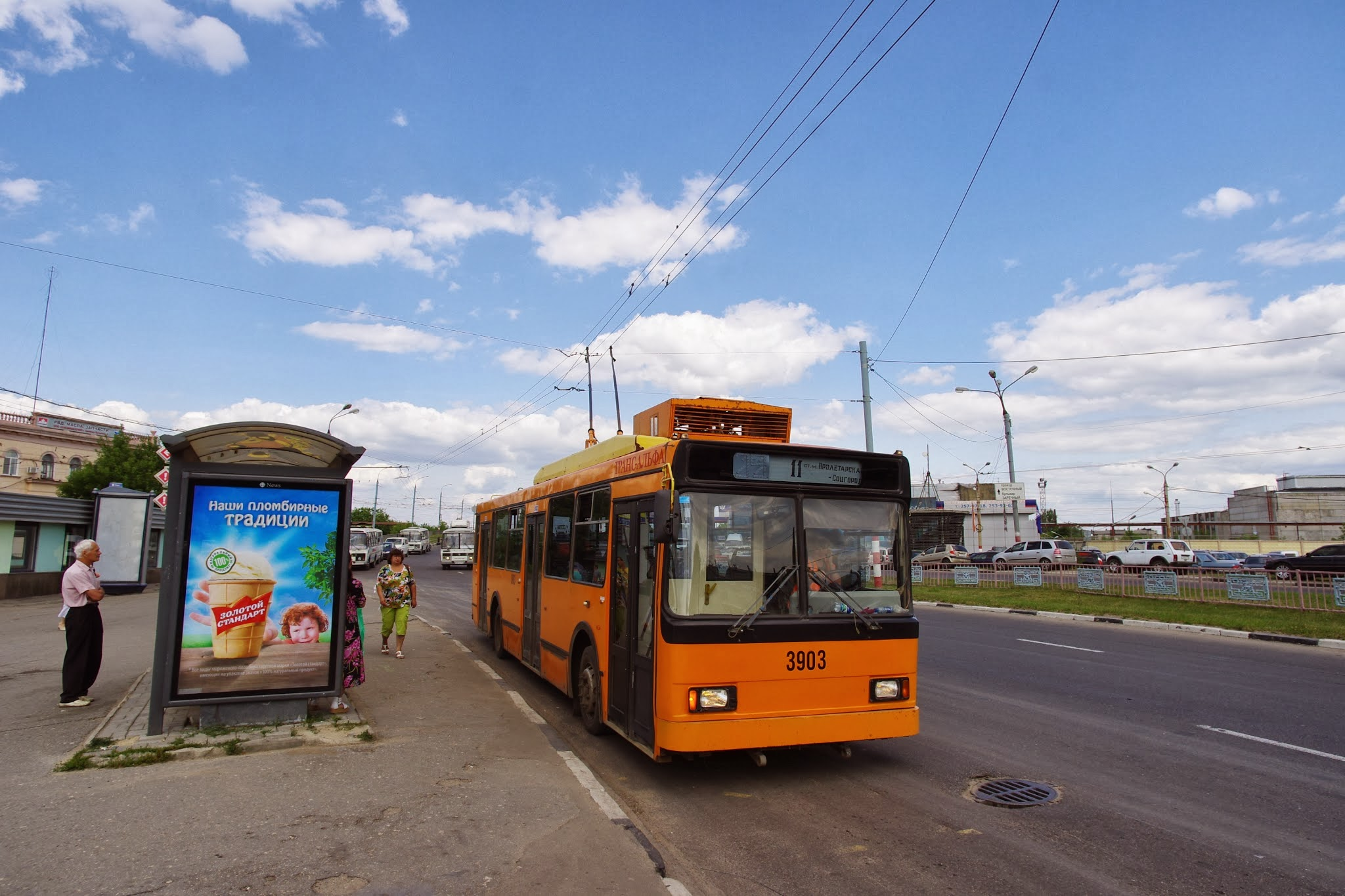
Троллейбус возле станции метро «Автозаводская»

- Троллейбус возле станции метро «Автозаводская»Троллейбус. В Автозаводском районе большое количество троллейбусных маршрутов, проходящих по территории района или соединяющих Автозаводский район с Ленинским. Внутренними троллейбусными маршрутами Автозаводского района являются: № 4 «Ул. Минеева — Соцгород-2», № 14 «Ул. Патриотов — Соцгород-2», № 22 «Ул. Минеева — 7-я проходная ОАО „ГАЗ“». От конечной остановки «Станция метро „Пролетарская“» (в Ленинском районе, по проспекту Ленина) в Автозаводский район следуют троллейбусные маршруты № 11 (до микрорайона Соцгород-2), № 12 (до улицы Патриотов), а также транзитом через остановку «Станция метро „Пролетарская“» проложен маршрут № 2, следующий от станции Счастливой через микрорайон Северный к станции метро «Пролетарская», далее — по проспекту Ленина, улице Веденяпина до улицы Минеева. Маршрут № 2 образован в результате слияния троллейбусных маршрутов № 2 и 19.

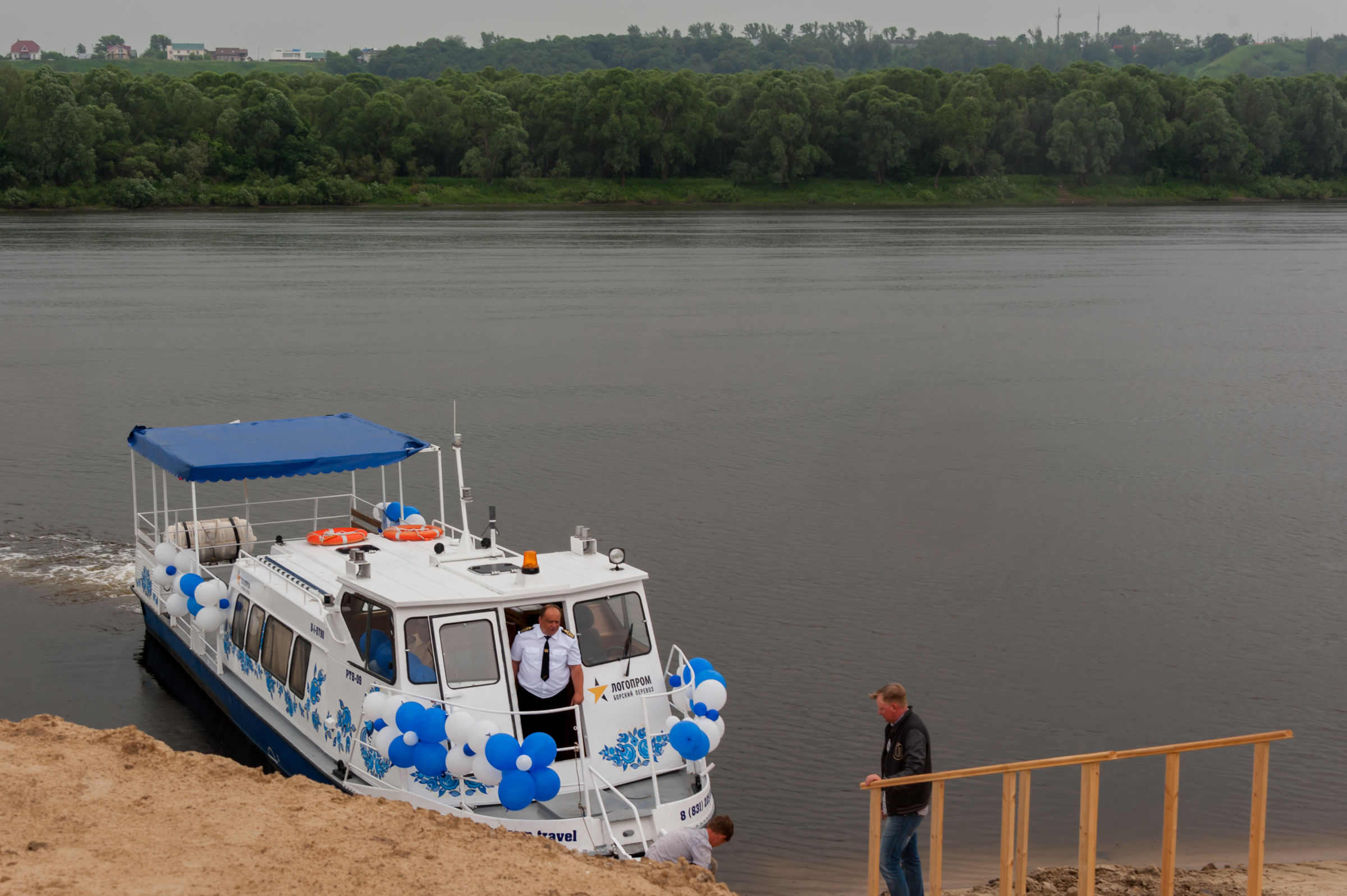
Пристань «Южная». Судно КС-140

Маршруты троллейбуса в Автозаводском районе:
- № 2 Улица Минеева — пр. Ленина — ул. Дьяконова — платформа «Счастливая»,
- № 4 Улица Минеева — пр. Октября — микрорайон Соцгород-2,
- № 11 станция метро «Пролетарская» — пр. Ленина — пр. Ильича — пр. Октября — микрорайон Соцгород-2,
- № 12 станция метро «Пролетарская» — пр. Ленина — ул. Веденяпина — Южное шоссе — Улица Патриотов,
- № 14 Улица Патриотов — Южное шоссе — ул. Веденяпина — пр. Октября — микрорайон Соцгород-2,
- № 22 Улица Минеева — ул. Фучика — 7 проходная ГАЗ.
- Трамвай. На территории Автозаводского района находится трамвайное депо № 3, обслуживающее внутрирайонные трамвайные маршруты и маршруты, соединяющие Автозаводский район с Ленинским и Канавинским районами Нижнего Новгорода. В Автозаводском районе находится конечная остановка самого протяжённого трамвайного маршрута Нижнего Новгорода № 417 (52 квартал — ул. Игарская — Московский вокзал). От остановки «Ул. Игарская» в Ленинском районе практически через весь Автозаводский район до посёлка Гнилицы следует трамвай № 8. Внутри района действует маршрут № 22 «Улица Строкина — станция метро „Автозаводская“».
- Речной транспорт. На реке Оке в Автозаводском районе расположена пристань «Южная», открытая 11 июня 2014 года.

### Торговля

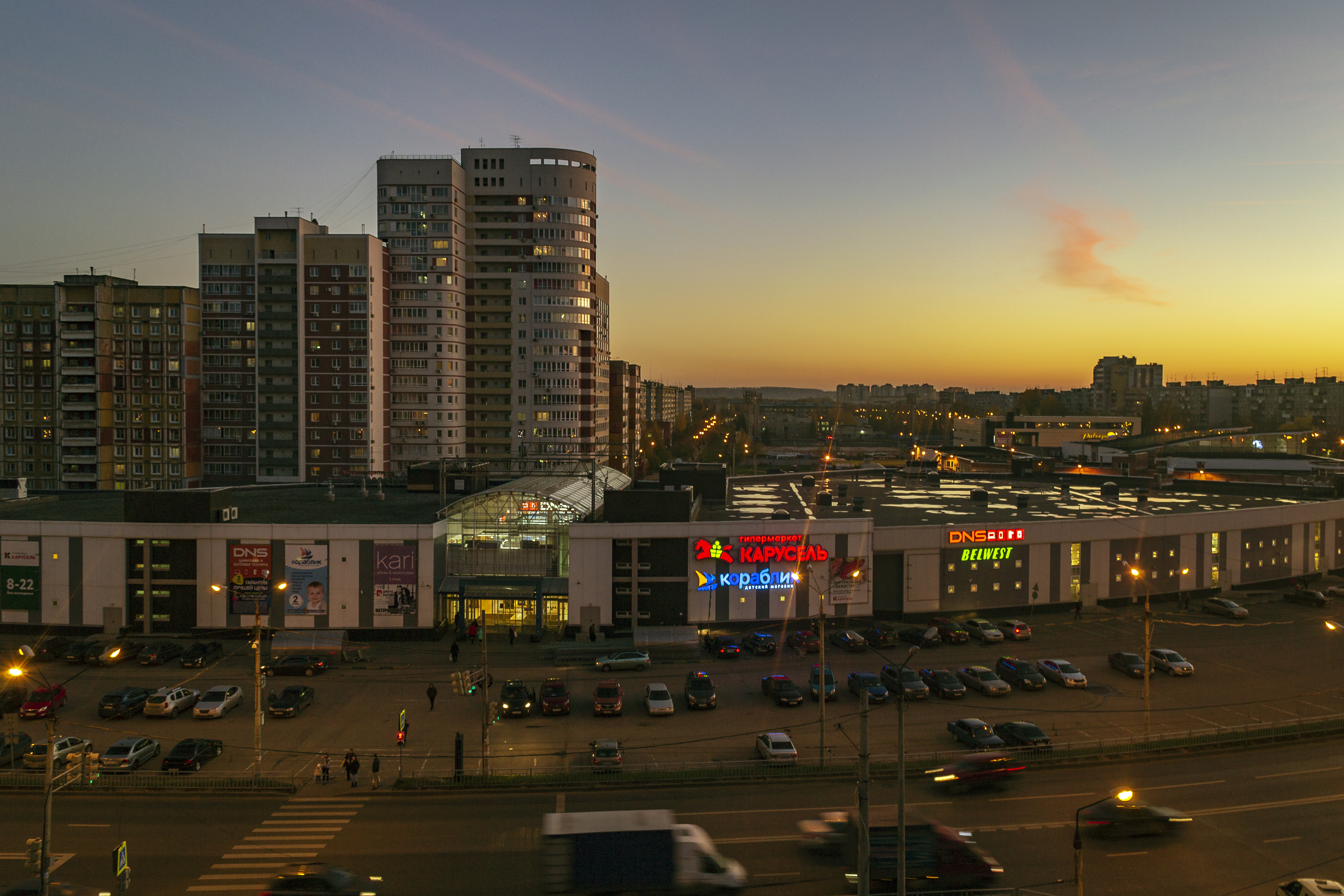
Торговый центр «Перекрёсток» на улице Плотникова, открыт в 2006 году с одноимённым гипермаркетом. С 2008 по 2020 годы — гипермаркет «Карусель».

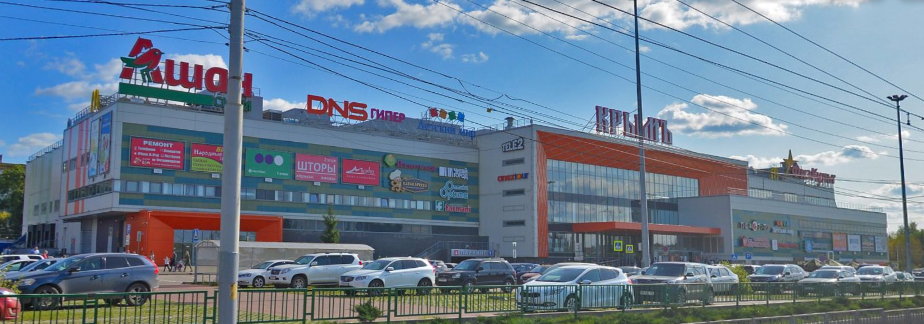
Торговый центр «Крым», построен в 2015 году.

Автозаводский район занимает второе место среди районов Нижнего Новгорода по объёму розничного товарооборота.
В районе работают крупные предприятия торговли: Автозаводский универмаг, торговые центры: «Парк Авеню», «Крым», «Автозаводец», «Звезда», «Новый век», «Порт Артур», «Водный мир», «Радиусный», «Ривьера», «Март», «Лада», «Муравей», «Сочи», «Жираф», Автозаводский рынок, гипермаркеты «О’Кей», «Лента», супермаркеты «Перекрёсток», EuroSpar.

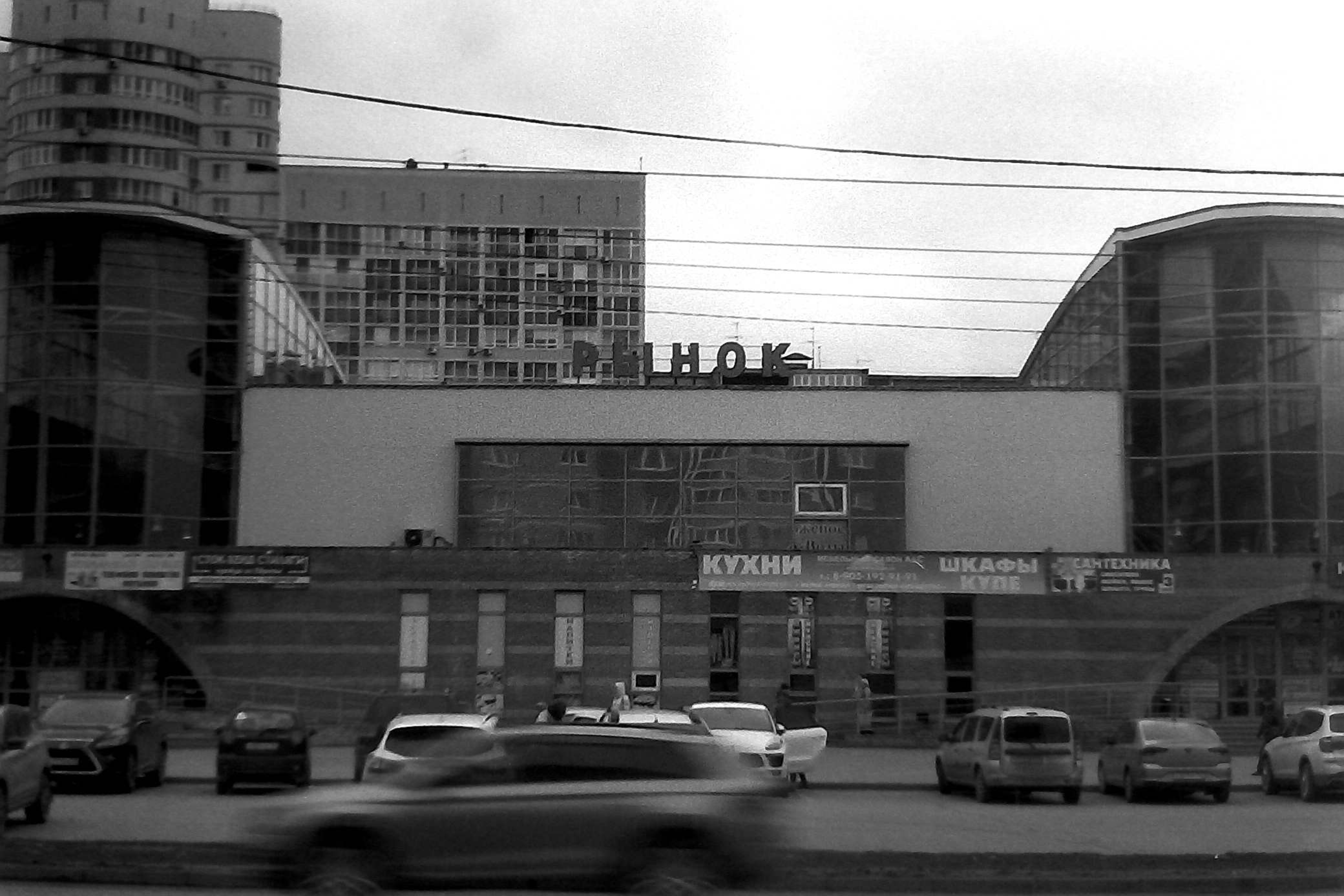
Автозаводский рынок

## Культура и досуг

### Парки, скверы, лесопарковые зоны и зоны отдыха

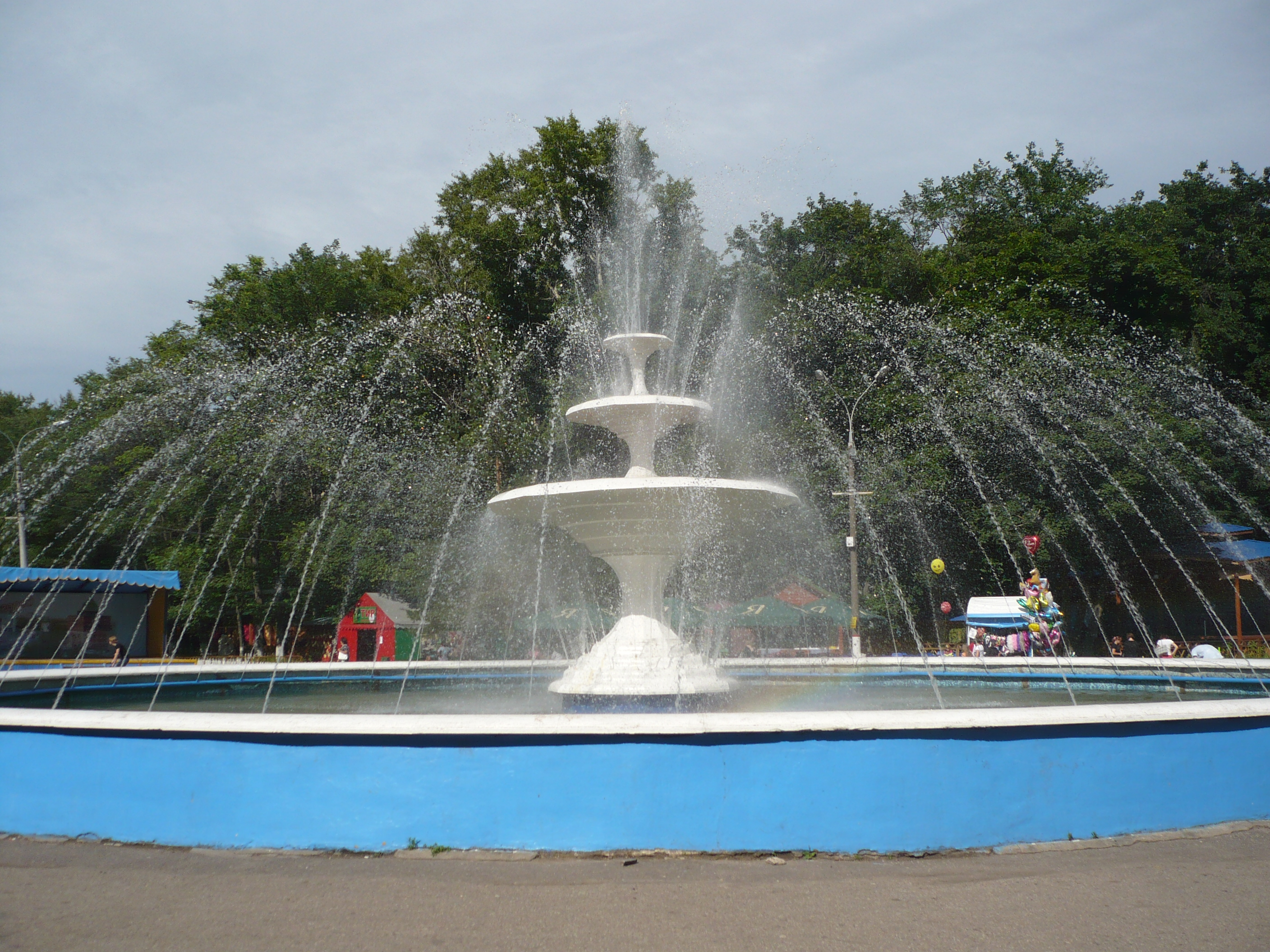
Нижний Новгород. Автозаводский парк. Фонтан (1945 г.)

- Парк культуры и отдыха Автозаводского района — проспект Молодёжный.

Проект парка — авторская работа академика архитектуры А. С. Никольского Проект разработан в 1934 году трестом «Горстройпроект» Главстройпрома Наркомата тяжёлой промышленности СССР. Строительство парка официально началось с комсомольского субботника 12 апреля 1935 года. До настоящего времени сохранилась историческая авторская планировочная структура в северо-восточной части парка с взаимно пересекающимися аллеями, овальной площадью, фонтаном, партерами и арборетумом.
На сегодняшний день площадь памятника ландшафтной архитектуры Автозаводский парк культуры и отдыха составляет 62,9 га. В парке работают аттракционы, кафе, летний роллердром, ледяной каток «Катушка».
- Парк имени 777-летия Нижнего Новгорода — ул. Львовская.

Парк заложен администрацией города Нижнего Новгорода в сентябре 1998 г., открыт 28 июня 2000 г. Площадь — 14,79 га.
На территории парка располагаются озеро, универсальный физкультурно-оздоровительный комплекс «Северная звезда», детский комплекс аттракционов, детская площадка, кафе.
- Мемориальный сквер Славы — на пересечении проспектов Ленина и Кирова.
- Лесопарковая зона «Стригинский бор» — ул. Стригинский Бор.
- Пляжная зона реки Оки — ул. Юлиуса Фучика.
- Пляж озера Земснаряд — ул. Смирнова.
- Сквер Бориса Видяева — пр-т. Ильича.

### Дворцы и дома культуры, культурно-досуговые центры
- Дворец культуры ОАО «ГАЗ» — ул. Смирнова, 12 (площадь Ивана Киселёва).
- Дом Культуры ОАО ЗЖБК № 1 — проспект Бусыгина, 18а.
- Центр культуры и досуга «Молодёжный» — ул. Дьяконова, 25.
- Клуб посёлка НСХП «Доскино» — ул. Бахтина.
- Центр развития творчества детей и юношества Автозаводского района — Школьная ул., 4.

### Кинотеатры
- «Мир» — проспект Молодёжный, 1 (площадь Ивана Киселёва).

### Музеи, выставочные залы
- Музей ОАО «ГАЗ» — проспект Ленина, 97.
- Нижегородский музей авиации — пос. Стригино, аэропорт.
- Выставочный зал централизованной библиотечной системы Автозаводского района — проспект Кирова, 6.

### Библиотеки
Централизованная библиотечная система Автозаводского района г. Нижнего Новгорода
- Библиотека им. Ю. А. Адрианова (ул. Дьяконова, д. 25).
- Библиотека «Центр семейного чтения» (ул. Плотникова, д. 2)

### Спортивные сооружения
- Ледовый дворец спорта «Торпедо» имени Виктора Коноваленко — ул. Лоскутова, 10.
- Спортивный комплекс и стадион «Северный» — ул. Дьяконова, 31.
- Универсальный физкультурно-оздоровительный комплекс «Северная звезда» с катком, бассейном, спортивным и тренажёрным залами — Львовская ул. (парк им. 777-летия Нижнего Новгорода).
- Учебно-тренировочный стадион — ул. Лоскутова, 11.
- Спортивный комплекс ручных игр — Школьная ул., 32А.
- Стадион «Пионер» — Школьная ул., 11 (снесён).
- Универсальный спортивный комплекс «Новое поколение» — Мончегорская ул., 32А.
- Физкультурно-оздоровительный центр «Атлет» — Мончегорская ул., 34.
- Спорткомплекс под открытым небом «Лидер» — Мончегорская ул., 13Д.
- Стадион «Строитель» — Молодёжный просп., 29.
- Дом физкультуры — ул. Краснодонцев, 6.
- Каток «Катушка» — Автозаводский парк культуры и отдыха.
- Лыжная база «Стригино» — ул. Старикова, 25.
- 9 сентября 2011 года в Автозаводском районе (ул. Смирнова) заложен первый камень в основание Нижегородского аквапарка.
- В ближайшие годы планируется построить физкультурно-оздоровительный комплекс «Южная звезда» на Малоэтажной ул.

## Храмы, памятники истории и архитектуры

### Конфессиональные сооружения
Православные храмы

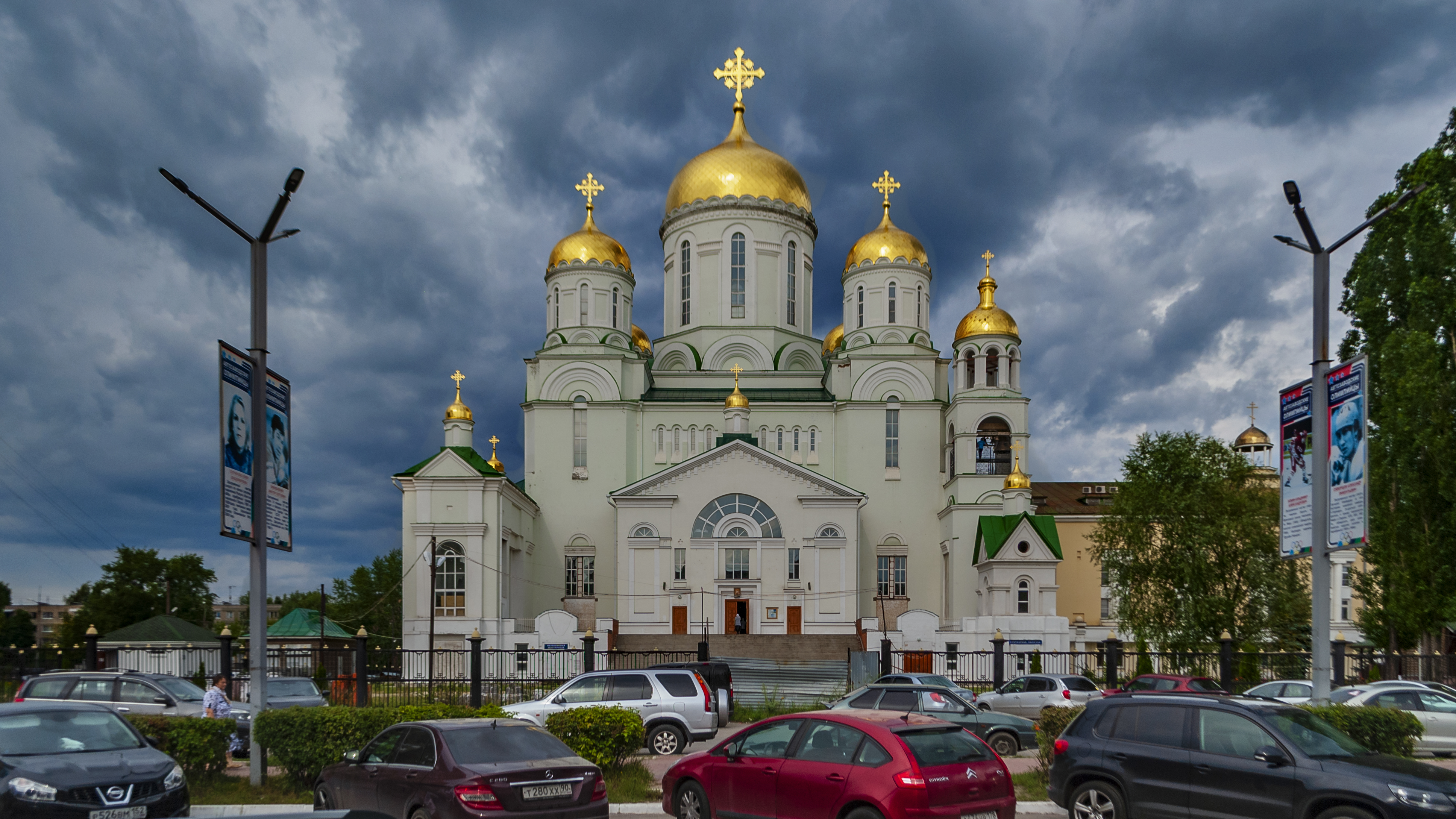
Собор в честь Николая Чудотворца

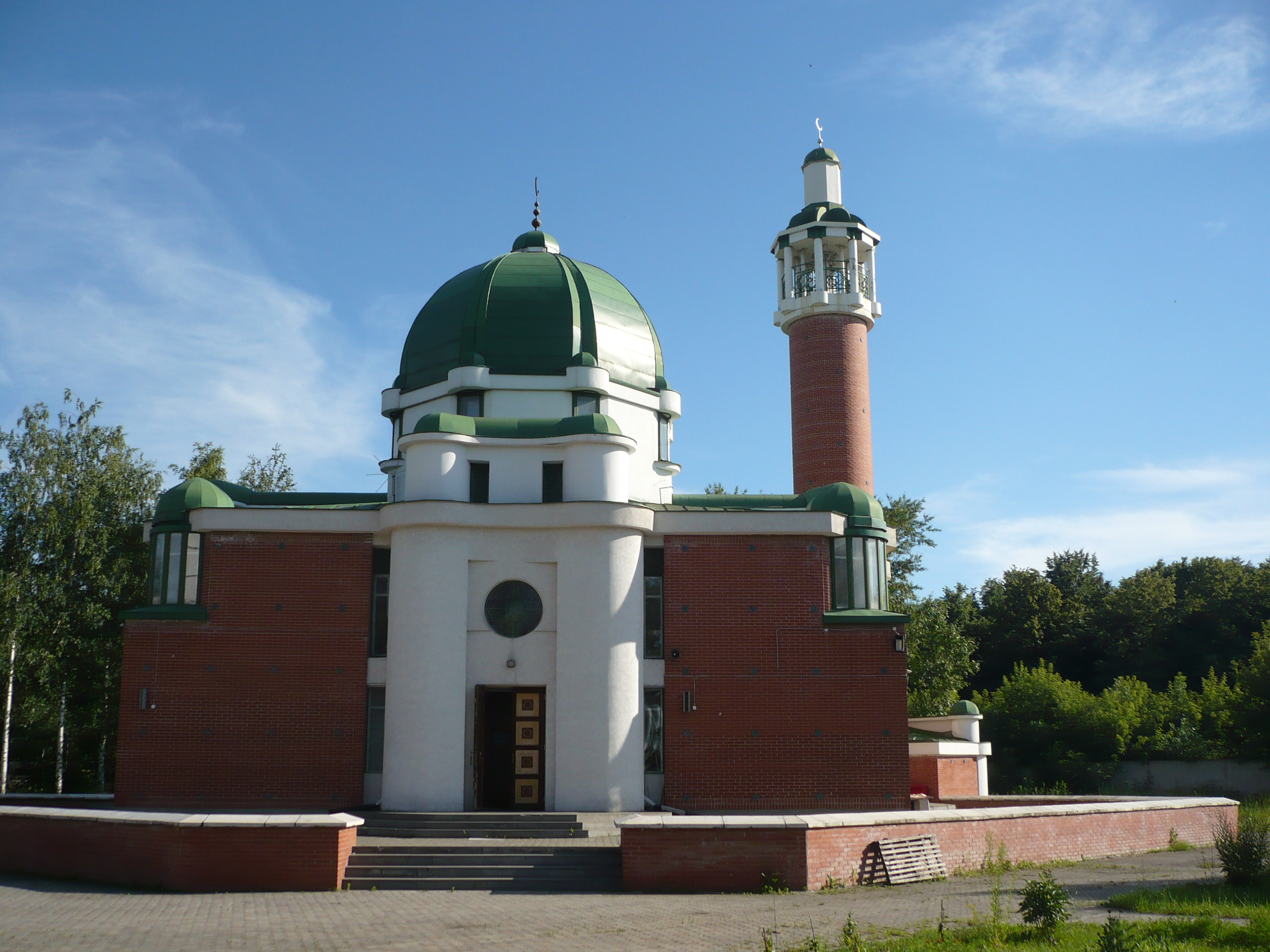
Нижний Новгород. Мечеть «Тауба»

- Собор Николая Чудотворца (заложен в 1999 г.) — ул. Дьяконова, 15а.
- Церковь Рождества Богородицы в селе Гнилицы (1822 год, памятник архитектуры регионального значения) — ул. Гнилицкая, 1а.
- Храм Святой Троицы — ул. Юлиуса Фучика, 48.
- Храм в честь Собора Архистратига Михаила и прочих Небесных сил бесплотных (2014 г.) — ул. Мончегорская, д. 17а/8.
- Храм Покрова Пресвятой Богородицы (1997 г.) — пос. Новое Доскино, 19 линия, 2а.
- Храм в честь святого пророка Божия Илии (2013 г.) — Новостригинское кладбище.
- Храм в честь святого великомученика и целителя Пантелеимона (2016 г.) — пр. Ильича, д. 56.
- Храм в честь иконы Божией Матери «Прибавление ума» (2017 г.) — Молодёжный проспект, 25б.
- Храм в честь преподобномученицы великой княгини Елисаветы Феодоровны (2017 г.) — ул. Героя Смирнова, д. 71б.
- Храм в честь иконы Божией Матери «Неопалимая Купина» (2019 г.) — ул. Героя Бахтина, 9а.
- Храм в честь святителя Спиридона Тримифунтского (2016 г.) — ул. Янтарная, 15.
- Храм в честь святого благоверного князя Георгия Всеволодовича и святителя Симона (2016 г.) — Южный бульвар, 18а.
- Храм во имя святителя Тихона, Патриарха Московского (строится) — Героя Поющева, 13а.
- Храм в честь преподобномученицы Анны (Ежовой) (строится) — Школьная улица, 9.

Мечеть
- Мечеть «Тауба» (2001 г., автор проекта Б. Г. Тарасов) — ул. Мельникова, 7.

Культовые сооружения иных конфессий
- Храм Церкви христиан-адвентистов седьмого дня — ул. Тяблинская, 7.
- Церковь Евангельских христиан-баптистов «Голгофа» — ул. Дружаева, 7а.

### Памятники истории, ландшафтной и гражданской архитектуры

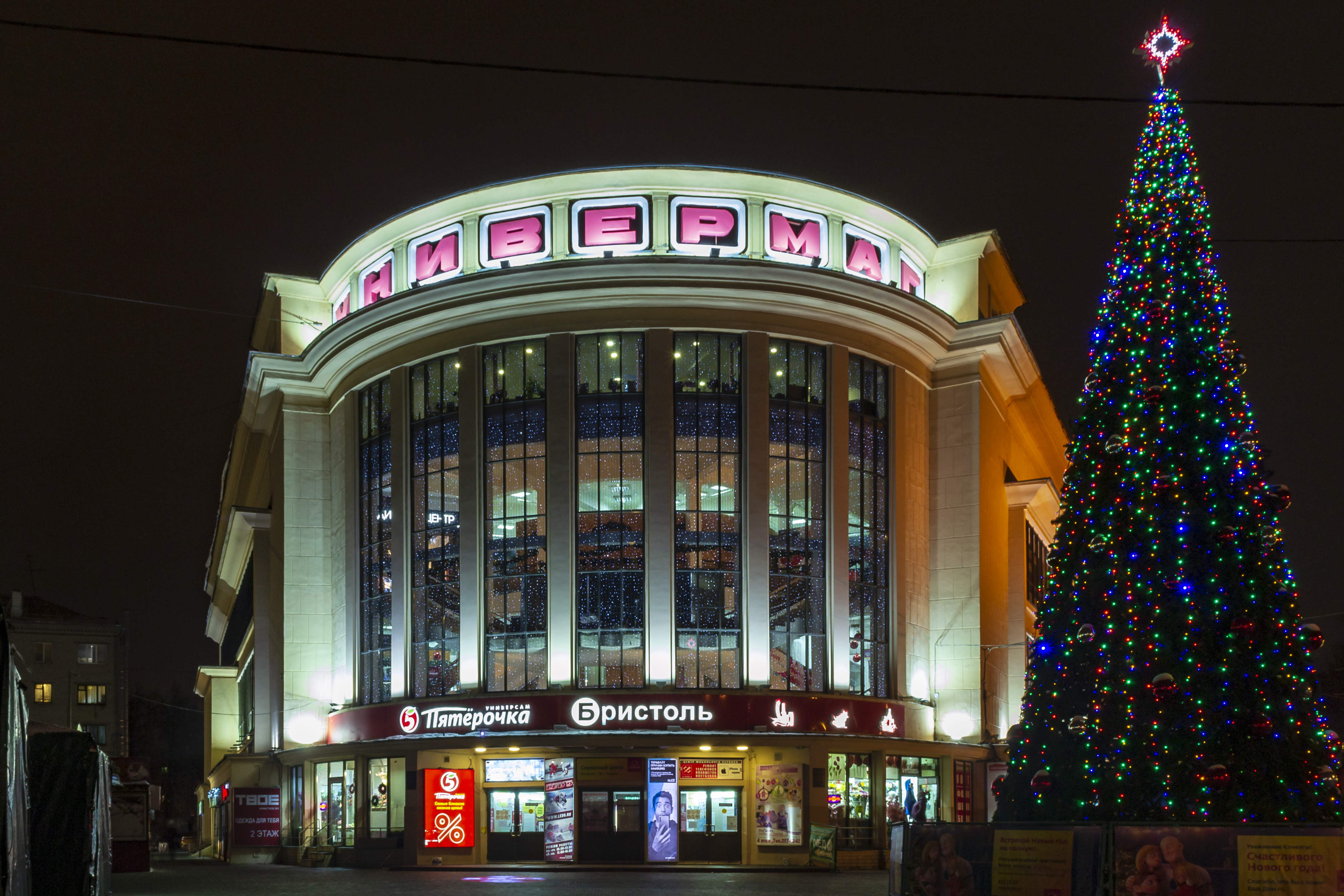
Автозаводский универмаг

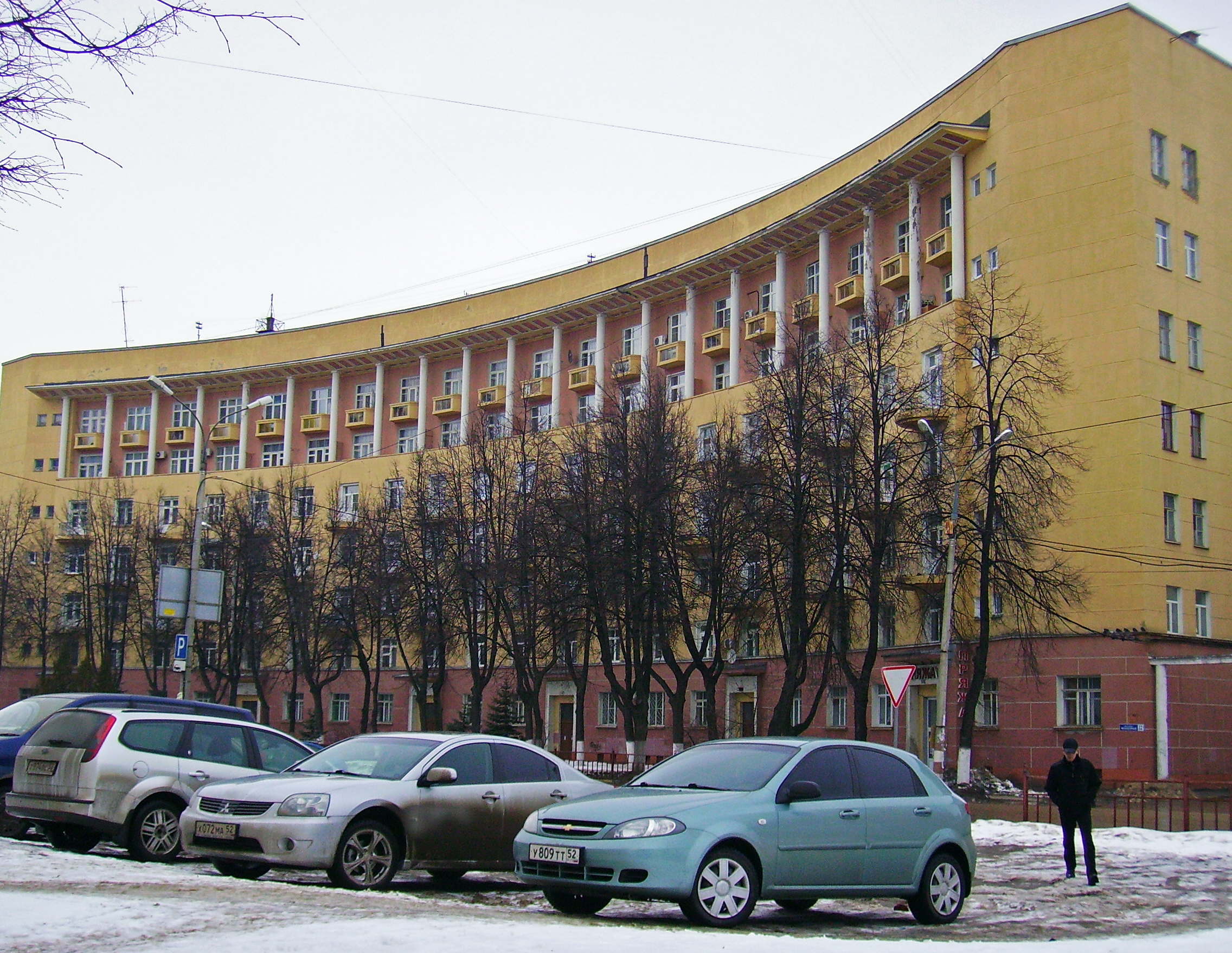
Жилой дом «Радиусный»

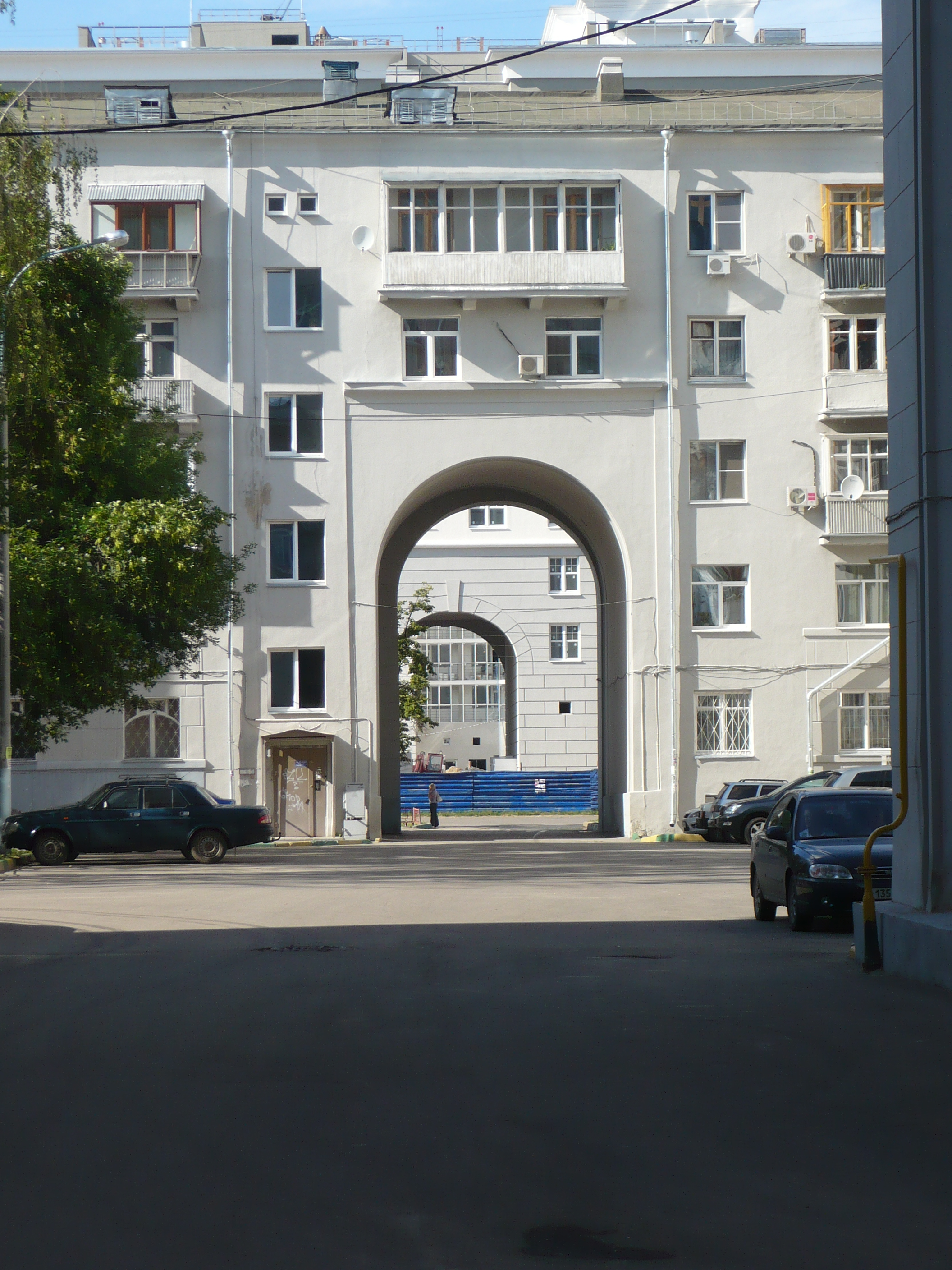
«Серобусыгинский квартал» — ансамбль застройки жилых домов квартала № 4 Соцгорода Автозавода

- Автозаводский универмаг (1938 г., архитектор Л. М. Наппельбаум) — проспект Октября, 2а.
- Кинотеатр «Мир» (1937 г., архитектор А. З. Гринберг) — проспект Молодёжный, 1 (площадь Ивана Киселёва).
- Жилой квартал № 8 Соцгорода автозавода (1935—1937 гг.,архитектурная мастерская братьев Весниных при участии Н.Красильникова и П.Полюдова, памятник градостроительства и архитектуры федерального значения, документ о принятии на госохрану № 176):
  - жилые дома — ул. Краснодонцев, 1, 3;
  - жилой дом — проспект Ильича, 33;
  - жилой дом — ул. Ватутина, 2;
  - жилой дом «Радиусный» (3 корпуса) — проспект Молодёжный, 32, ул. Краснодонцев, 1.
- Ансамбль застройки жилых домов квартала № 3 Соцгорода автозавода (1938 г., архитекторы Н. П. Розанов, М.Любофеев):
  - жилые дома — ул. Лоскутова, 14, 16, 18;
  - жилые дома — ул. Комсомольская, 1, 3, 5, 7, 9, 11;
  - жилой дом — ул. Героя Поющева, 11;
  - жилой дом — проспект Кирова, 4;
  - жилые дома — проспект Октября, 13, 15, 17.
- Серобусыгинский квартал — ансамбль застройки жилых домов квартала № 4 Соцгорода автозавода (1938 г., архитектор И. А. Голосов):
  - жилой дом — ул. Лоскутова, 20;
  - жилой дом — проспект Октября, 19;
  - жилой дом — ул. Комсомольская, 2;
  - жилой дом — пер. Моторный, 1.
- Автозаводский парк культуры и отдыха (1934—1935 гг., автор проекта — архитектор А. С. Никольский, Фонтан в Автозаводском парке культуры и отдыха (1945 г.) — проспект Молодёжный.
- Станция «Счастливая» Горьковский детской железной дороги, ныне — Автозаводский дворец бракосочетания (1937—1939 гг., архитектор В. М. Анисимов) — ул. Дьяконова, 1в.
- Здание школы № 126 (1934—1939 гг., архитектор Л. М. Наппельбаум) — проспект Молодёжный, 30а.

### Объекты, представляющие исторический и архитектурный интерес, не включённые в федеральный и региональный перечни охраняемых объектов
- Дворец культуры Горьковского автозавода (1961 г., проект киноконцертного зала 1934 г., архитектор А. З. Гринберг, проект дворца культуры 1950 гг. — группа архитекторов института «Моспроект» во главе с Т. Заикиным) — ул. Смирнова, 12 (площадь Ивана Киселёва).
- Ворота Главной проходной Горьковского автозавода — проспект Ленина.
- Фонтан в сквере перед Главной проходной Горьковского автозавода (30-е гг. 20 в.) — проспект Ленина.
- Гостиница «Волна» (старая часть здания) (1933 г.) — проспект Ленина, 98.
- Районная поликлиника № 37 (1934 г.) — проспект Ленина, 100.
- Школа № 126 (1935 г.) — проспект Молодёжный, 30а.
- Бывший дом культуры строителей (1958 г.)- проспект Молодёжный
- Бывший клуб им. Ленинского комсомола (1958 г.) — ул. Дьяконова, 25.
- Бывшая Автоградская школа № 1 (ныне лицей 36) (1932 г.) — проспект Кирова, 29.
- Администрация Автозаводского района (30-е гг. 20 века) — проспект Ильича, 31.

### Уничтожённые объекты, представлявшие исторический и архитектурный интерес, не включённые в федеральный и региональный перечни охраняемых объектов
- Летний кинотеатр «Родина» (1944 г., архитектор Б. Анисимов) — единственный в Нижнем Новгороде образец деревянного паркового летнего кинотеатра сталинского периода. Находился на проспекте Молодёжном, на территории Автозаводского парка культуры и отдыха. Здание снесено 29 сентября 2013 года. По данным на 1 октября 2013 года, Прокуратурой Нижнего Новгорода по данному факту проводится проверка.

### Мемориалы, памятники известным людям и памятные знаки

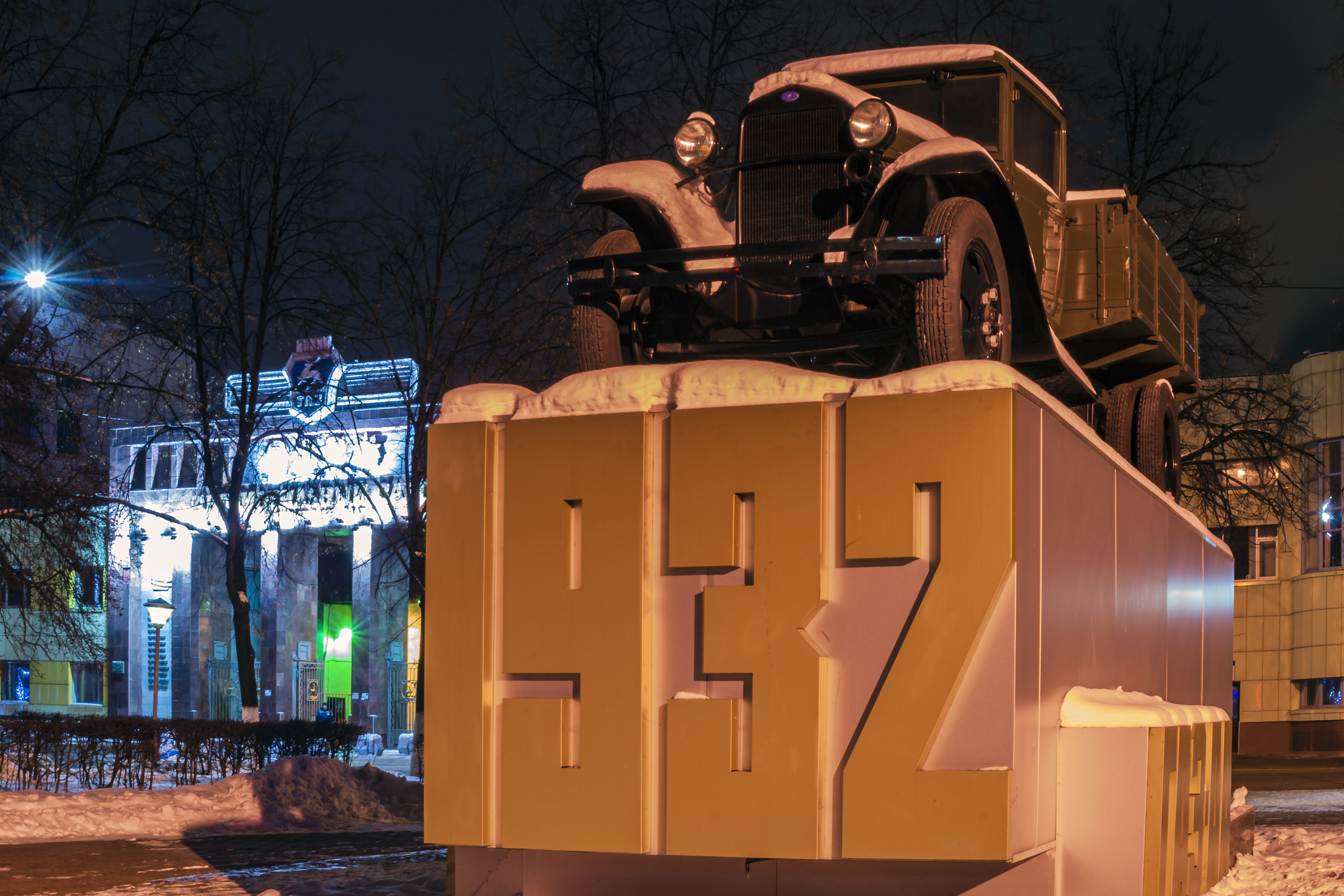
Мемориал «Полуторка ГАЗ-АА — первый грузовой автомобиль Горьковского автомобильного завода» у Главной проходной ГАЗа

- Памятник «Полуторка ГАЗ-АА — первый грузовой автомобиль Горьковского автомобильного завода» — проспект Ленина, сквер перед Главной проходной ОАО «ГАЗ».
- Памятный знак трудовой славы ОАО «ГАЗ» — проспект Ленина, сквер перед Главной проходной ОАО «ГАЗ».
- Бюст директора Горьковского автомобильного завода с 1958 по 1983 гг. И. И. Киселёва — пл. Киселёва.
- Памятник "Автомобиль «Победа» (ГАЗ М-20) — ул. Краснодонцев, 7.
- Памятник первостроителям Горьковского автомобильного завода (2007 г.) — проспект Ленина, 95.
- Памятник В. И. Ленину — проспект Ленина, сквер перед Главной проходной ОАО «ГАЗ».
- Памятник В. И. Ленину — проспект Ильича, 31.
- Скульптурный портрет А. М. Горького со школьниками — проспект Кирова, 29а.
- Памятник зачинателю стахановского движения на ГАЗе, кузнецу А. Х. Бусыгину — проспект Октября, 23.
- Монумент Славы с Вечным огнём в ознаменование боевого и трудового подвига автозаводцев в годы Великой Отечественной войны 1941—1945 гг. (1980 г., архитектор Ю. Н. Воскресенский) — проспект Ленина, сквер Славы.
- Памятник «Танк Т-70» на постаменте — знак боевой славы автозаводцев — проспект Ленина, сквер Славы.
- Обелиск в честь Героя Советского Союза Ю. В. Смирнова — ул. Смирнова, 39а.
- Памятник ученикам мужской школы № 27, погибшим в годы Великой Отечественной войны — проспект Октября, 14.
- Памятник ученикам школы № 126, погибшим в годы Великой Отечественной войны — проспект Молодёжный, 30а.
- Памятный знак выпускникам и учителям школы № 136 — защитникам Отечества — ул. Дьяконова, 1б.
- Обелиск политбойцам-автозаводцам, павшим в годы Великой Отечественной войны 1941—1945 гг. (1980 г.) — ул. Политбойцов, 22.
- Обелиск погибшим в годы Великой Отечественной войны воинам-автозаводцам, жителям посёлка Стригино (2001 г.) — ул. Земляничная, 1А
- Обелиск погибшим в годы Великой Отечественной войны воинам-автозаводцам, жителям посёлка Гнилицы — ул. Третьяковская, 1.
- Обелиск погибшим в годы Великой Отечественной войны воинам-автозаводцам, жителям посёлка Нагулино (1967 г.) — ул. Нагулинская
- Обелиск погибшим в годы Великой Отечественной войны воинам-автозаводцам, жителям посёлка совхоза «Доскино» (1965 г.) — ул. Бахтина, 1а.
- Обелиск Герою Советского союза В. В. Васильеву и погибшим в годы Великой Отечественной войны воинам-автозаводцам (1970 г.) — пос. Новое Доскино, 19 линия, 25.
- Памятник «Самолёт МИГ-17» — посёлок Аэропорта.
- Памятник «Зенитная установка» — проспект Молодёжный, Автозаводский парк.
- Памятник Герою России Е. П. Шнитникову (2005 г.) — Южное шоссе, 33.
- Мемориал воинам, погибшим в локальных конфликтах — Старое Автозаводское кладбище.

### Братские могилы
- Братская могила с обелиском 171 воину, умершему от ран в годы Великой Отечественной войны в госпиталях Автозаводского района — Старое Автозаводское кладбище.
- Братская могила с обелиском автозаводцам, погибшим на трудовом посту во время немецко-фашистских авианалётов 1941—1943 гг. — Старое Автозаводское кладбище.

## Известные жители Автозаводского района
- Бочкарёва, Наталья Владимировна (р. 1980) — актриса театра и кино.
- Бусыгин, Александр Харитонович (1907—1985) — кузнец Горьковского автомобильного завода, зачинатель стахановского движения в машиностроении, Герой Социалистического Труда.
- Бусыгин, Владимир Александрович (1935—2007) — солист Нижегородского государственного академического театра оперы и балета имени А. С. Пушкина, Народный артист Российской Федерации.
- Васильев, Владимир Васильевич (1911—1945) — старший сержант, кавалерист, Герой Советского Союза.
- Веденяпин, Георгий Александрович (1904—1960) — генеральный директор Горьковского автомобильного завода с 1950 по 1952 годы.
- Водянова, Наталья Михайловна (р. 1982) — российская топ-модель и благотворитель.
- Киселёв, Иван Иванович (1917—2004) — Герой Социалистического Труда, с 1958 по 1983 гг. — директор Горьковского автомобильного завода.
- Коноваленко, Виктор Сергеевич (1938—1996) — советский хоккеист, заслуженный мастер спорта СССР (1963), вратарь сборной СССР и горьковского «Торпедо» (1956—1972), двукратный олимпийский чемпион.
- Культяпов, Николай Александрович (р. 1948) — российский писатель, за роман «Ольгин остров» (в книге насчитывается 16000 слов на букву «о») занесён в Книгу рекордов Гиннеса, за роман «Приключения пехотинца Павла Петрова», где использовано 86 тысяч слов на букву «п», вошёл в российские сборники чудес, рекордов и достижений «Диво» и «Левша».
- Ляхов, Яков Яковлевич (1922—1944) — лётчик-штурмовик, посмертно присвоено звание Героя Советского Союза.
- Пугин, Николай Андреевич (р. 1940) — министр автомобильной промышленности СССР (1986), министр автомобильного и сельскохозяйственного машиностроения (1988), с 1994 года — президент ОАО «ГАЗ». Лауреат Государственной премии СССР.
- Садова, Наталья Ивановна (р. 1972) — российская спортсменка, олимпийская чемпионка по метанию диска, Заслуженный мастер спорта России.
- Смирнов, Юрий Васильевич (1925—1944) — младший сержант. За мужество и героизм гвардии Ю. В. Смирнову посмертно присвоено звание Героя Советского Союза.
- Фролов, Александр Николаевич (1952—2000) — советский и российский хоккеист, мастер спорта. С 1988 по 2000 гг. — тренер «Торпедо».
- Халаичев, Лев Феоктистович (1939—2010) — советский хоккеист, мастер спорта. В 1955—1964 годах — игрок «Торпедо».
- Шнитников, Евгений Петрович (1953—1996) — командир разведроты Нижегородского СОБРа, капитан милиции. За подвиг, совершенный 6 августа 1996 года во время защиты здания УБОП при МВД Чеченской Республики был удостоен звания Героя Российской Федерации (посмертно).